# Дельта Меконгу
Дельта Меконгу (в'єт. Đồng bằng Sông Cửu Long, дос. «Дельта Річки Дев'яти Драконів», або в'єт. Đồng Bằng Sông Mê Kông, дос. «Дельта річки Меконг»), також відомий як Західний регіон (в'єт. Miền Tây) або Південно-західний регіон (в'єт. Tây Nam Bộ) — адміністративний регіон на південному заході В'єтнаму, де річка Меконг впадає у море через розгалужену систему каналів. Вона займає територію у 39 000 квадратних кілометрів, проте змінюється залежно від сезону. Дельта Меконгу є унікальною природною територією, в якій було відкрито 10 000 нових видів рослин і тварин.

## Історія
Дельта Меконгу була важливою частиною Фунанського королівства і її заселяли кхмери. Через море відбувалася жвава торгівля із сусідніми країнами і навіть із Римською імперією, про що свідчать римські монети, знайдені при розкопках. У VI ст. ця територія входить у кхмерське королівство Ченла — правонаступника Фунанського королівства. Починаючи з 1620 року, кхмерський король Чей Четта II (1618—1628) дозволив в'єтнамцям заселятися на цій території. Відбулася повільна в'єтнамізація регіону. Поступове ослаблення Кхмерського королівства дозволила в'єтнамцям організувати власне управління за допомогою аристократа Нгуєн Хиу Каня, який прибув з тогочасної столиці В'єтнаму Хюе. Камбоджа була відрізана від Південнокитайського моря і могла здійснювати торгівлю у цьому регіоні лише з дозволу в'єтнамської адміністрації. В 1802 році Нгуєн Ань проголосив себе імператором Зя Лонгом. Він сформував В'єтнам у сучасних межах, в які потрапила і Дельта Меконгу.
У 1960 році Франція в ході Кохінхінської кампанії захопила територію Дельти Меконгу. Французи патрулювали багаточисельні канали за допомогою річкових штурмових підрозділів армії. Тактику патрулювання річок згодом перейняла армія США. Після проголошення незалежності територія належала проамериканській Республіці Південний В'єтнам. Під час В'єтнамської війни Дельта Меконгу була місцем бойових дій між партизанами В'єтконгу та військово-морськими силами США:
- 27 грудня 1966 року територія Дельти, де ймовірно переховувалися партизани, була сильно розбомблена та випалена напалмом.
- Липень 1967 року — США організовує річкові патрулі для патрулювання Дельти.
- Жовтень 1967 року розпочалася операція Sealords[en] для перекриття постачання Північно-в'єтнамської армії з Камбоджі, в якій було залучено 1200 бойових човнів[3].

У 1970 році режим Червоних Кхмерів спробував відвоювати Дельту Меконгу. Ця компанія спровокувала вторгнення В'єтнаму у Камбоджу, що спричинило повалення режиму Червоних Кхмерів.

## Географія

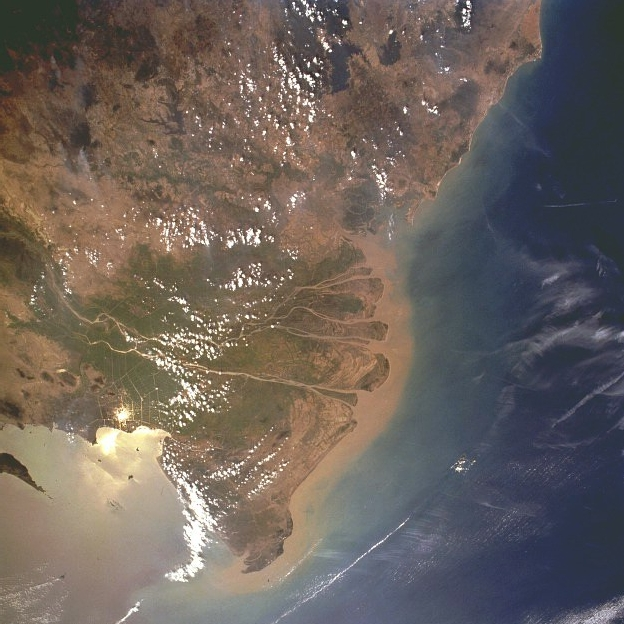
Дельта Меконгу з космосу, 1996

Дельта Меконгу знаходиться на захід від міста Хошимін. Територія переважно рівнинна, проте на півночі та заході зустрічаються пагорби. Ґрунти переважно сформовані осадами з річки Меконг. Ліси складають всього 7,7 % території (2011), що є найнижчим показником в усьому В'єтнамі. Оскільки Дельта Меконгу лежить низько над рівнем моря, її територію часто заливають повені. Територія Дельти Меконгу лежить так низько над рівнем моря, що, наприклад, у провінціях Бенче та Лонган близько 50 % території буде затоплено у випадку, якщо рівень моря підніметься на метр.

## Населення
Дельта Меконгу заселена переважно в'єтнамцями. Оскільки територія була частиною Кхмерської імперії, тут проживає найбільша діаспора кхмерів у провінціях Чавінь та Шокчанг.

## Економіка
Основою економіки регіону є сільське господарство та рибальство. Дельта Меконгу охоплює одну четверту усіх сільськогосподарських угідь В'єтнаму. Головною культурою є рис.